# گالوست تراپیزونیان
گالوست پارناکی تراپیزونیان (ارمنی: Գալուստ Փառնակի Տրապիզոնյան) سیاستمدار کنونی و فرمانده نظامی بازنشسته ارمنی‌تبار اهل آبخاز است. وی نماینده سابق مجلس مردمی آبخاز بود. قهرمان آبخاز، عالی‌ترین نشان دولتی آبخاز به وی اعطا گردیده‌است. وی در ۲۰ ژانویه ۲۰۱۷ به عنوان رئیس جامعه ارمنی آبخاز برگزیده شد.